# París-Roubaix 1928
La París-Roubaix 1928 fou la 29a edició de la París-Roubaix. La cursa es disputà el 8 d'abril de 1928 i fou guanyada pel francès André Leducq.

## Classificació final
|    | Ciclista         | Equip            | Temps |
| -- | ---------------- | ---------------- | ----- |
| 1  | André Leducq     | Alcyon-Dunlop    |       |
| 2  | Georges Ronsse   | Automoto         |       |
| 3  | Charles Meunier  | JB Louvet        |       |
| 4  | Gaston Rebry     | Alcyon - Dunlop  |       |
| 5  | Achille Souchard | -                |       |
| 6  | Jules van Hevel  | -                |       |
| 7  | Louis Delannoy   | Armor            |       |
| 8  | Maurice Bonney   | Dilecta - Wolber |       |
| 9  | Hector Martin    | JB Louvet        |       |
| 10 | Georges Cuvelier | Roold            |       |